# Мырзач
Мырзач, Мырзачь (рум. Mîrzaci) — село в Оргеевском районе Молдавии. Наряду с селом Мырзешты входит в состав коммуны Мырзешты.

## География
Село расположено на высоте 164 метра над уровнем моря.

## Население
По данным переписи населения 2004 года, в селе Мырзачь проживает 611 человек (315 мужчин, 296 женщин).
Этнический состав села:
| Национальность | Число жителей | Процентный состав |
| -------------- | ------------- | ----------------- |
| молдаване      | 587           | 96,07             |
| украинцы       | 10            | 1,64              |
| румыны         | 8             | 1,31              |
| русские        | 5             | 0,82              |
| прочие         | 1             | 0,16              |
| Всего          | 611           | 100 %             |